# 堺屋太一
堺屋 太一（1935年7月13日—2019年2月8日），日本前政府官員兼作家、評論家、政治家及内閣特別顧問。曾任早稻田大学大学院財經研究科教授、東京大學先端科學技術研究中心客席教授。財團法人2005年日本國際博覽會協會顧問。曾任上海世博会日本产业馆综合制作人。

## 生平
堺屋太一在大阪市出生，本名池口 小太郎。早年在大阪府立住吉高等學校就讀，然後考入東京大学工学部建築学科，後來轉往經濟學部就讀並畢業。之後在1960年，他加入日本政府的通商產業省。
1998年，堺屋太一接任尾身幸次出任經濟企劃廳長官，經歷過小淵惠三及森喜朗政權，期間曾倡議過舉辦互聯網博覽會（インターネット博覧会，簡稱）。至2000年離任，由額賀福志郎接任。
從2006年3月開始，堺屋太一開始在《日本經濟新聞》撰寫一部以成吉思汗為題材的連載小説（創造世界的男子：成吉思汗）。
1996年日本放送協會大河劇『秀吉』是根據堺屋太一的小説『秀吉』、『豐臣秀長』與『人與鬼 信長與光秀』三個作品為基礎，由劇本家竹山洋加上自己的創作而成的電視劇。

## 其他
位於奈良縣御所市名柄的池口邸就是堺屋昔日的所在。